# Kivalina (rivière)
Pour les articles homonymes, voir Kivalina.
La rivière Kivalina est une rivière au nord-ouest de l'Alaska aux États-Unis, de  60 milles (97 km) de long, située dans le Borough de Northwest Arctic. Elle prend sa source dans les montagnes De Long, coule en direction du sud-ouest et se jette dans la Mer des Tchouktches à proximité du village de Kivalina.

## Modifications écologique liées au réchauffement climatique
Le bassin de la Kivalina fait partie des zones d'Alaska affectées par le réchauffement climatique, dont l'un des effets notables est un changements de certaines structures écopaysagères.
Ce bassin hydrographique a fait l'objet d'un suivi satellital sur plusieurs décennies. Ce suivi a mis en évidence des [écologie du paysage|changements écopaysagers] importants : progression de certaines zones humides, densification de la végétalisation à leurs abords zones, corrélativement à une remontée vers le nord d'une espèce ingénieur (Castor canadensis). 
Cette espèce restaure progressivement ses populations décimées par le piégeage par les trappeurs qui l'avaient progressivement éliminé d'une grande partie de son aire naturelle de répartition aux 18e et 19e siècles ; Dans la taïga riche en arbres ses barrages et canaux stockent de l'eau en été, limitant les risques d’incendie et d’érosion et favorisant la restauration de tourbières (puits de carbone), tout en contribuant en hiver à libérer un peu de CO2 et de méthane provenant dans l'atmosphère. 
Dans la toundra (dépourvue d’arbres) le Castor peut dans les zones buissonnantes créer de nouveaux chenaux accélérant le dégel du pergélisol en exacerbant localement le changement climatique. 
Le Castor canadensis peut contribuer à drainer, créer ou reconfigurer des zones humides thermokarstiques (étendues d’eau issues de la fonte du pergélisol), mais aussi à produire des tourbières thermokarstiques, et peut-être au développement de taliks. 
Il peut aussi restaurer des habitats propices au saumon du Pacifique, lequel vers les sources des nutriments utiles aux écosystèmes. 
Son activité d' espèce ingénieur conduit à des réponses écopaysagères (positives et/ou négatives) jugés en 2017 encore difficiles à anticiper et prendre en compte dans les modèles écosystémiques.